# مقاطعة رضوان شهر
مقاطعة رضوان شهر (بالفارسية: شهرستان رضوانشهر) (أو هشتبر: هشتپر) هي إحدى مقاطعات محافظة غيلان في إيران. عاصمة المقاطعة هي رضوان شهر. حسب تعداد 2006، بلغ عدد السكان 64,193 نسمة في 16,518 عائلة.

## أعلام
- بجمان نوري